# Dieter Horchler
Dieter Horchler (* 3. November 1936 in Hamburg; † 26. November 2017 ebenda) war ein deutscher Baumeister und Sportfunktionär.

## Leben
Dieter Horchler war der Sohn des Baumeisters Adolf Horchler (1902–1979). Er erlernte zunächst den Beruf eines Maurers, studierte dann und schloss sein Studium als Diplom-Bauingenieur ab.  1963 trat er in die Firma seines Vaters, der Adolf Horchler Hoch-, Tief- und Stahlbaubeton GmbH, ein, anfangs als Bauleiter, später als geschäftsführender Gesellschafter. 1972 übernahm er die Firma von seinem Vater.
Seit 1982 saß Horchler bereits im Vorstand der Handwerkskammer Hamburg, von 1989 bis 1999 war er deren Präsident. Von 1993 bis 2004 war er außerdem Präsidiumsmitglied im Zentralverband des Deutschen Handwerks. Horchler galt als Befürworter des dualen Ausbildungssystems und war maßgeblich am Aufbau des Berufsbildungs- und Technologiezentrums der Handwerkskammer in Schwerin beteiligt.

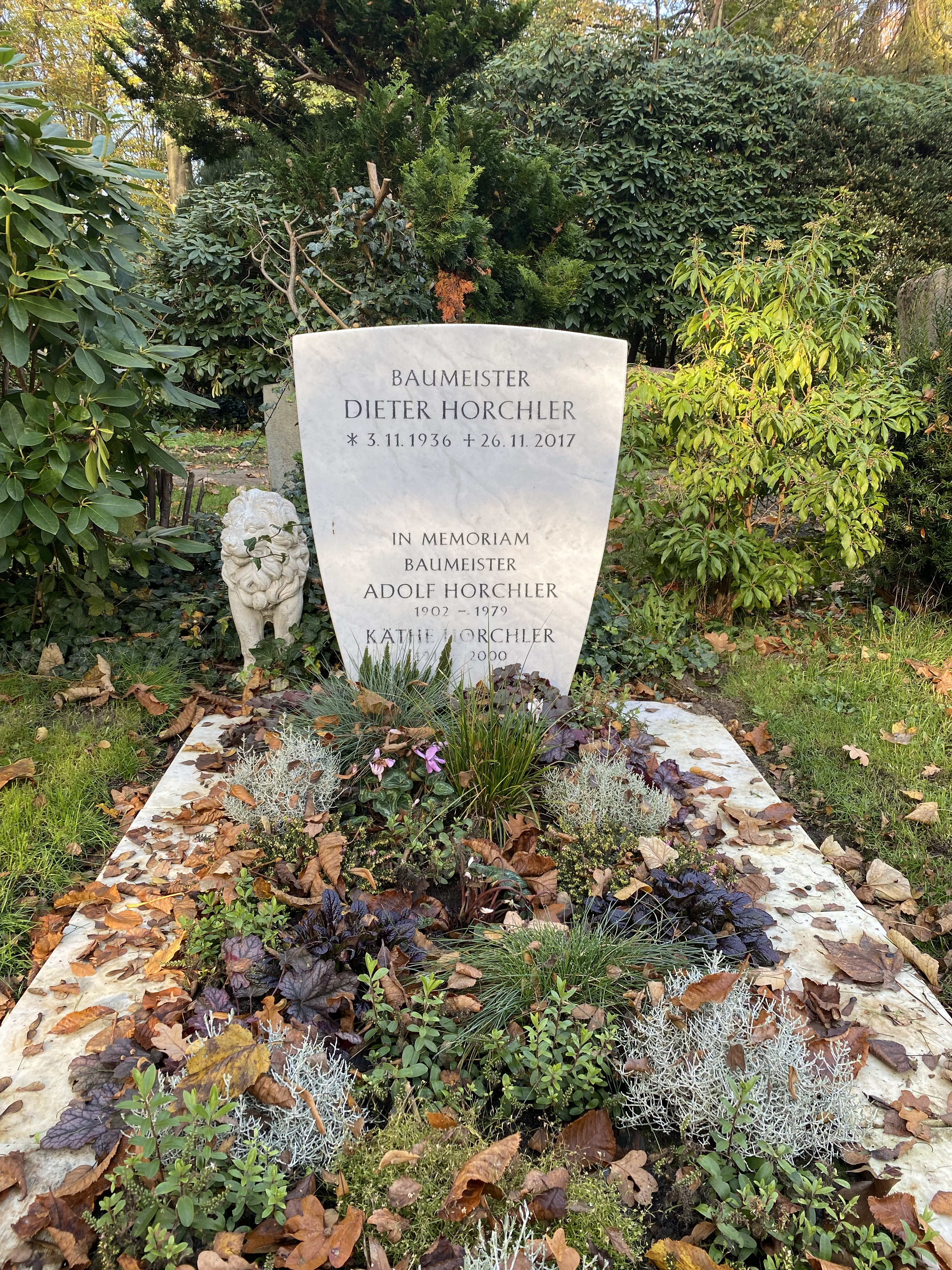
Grabstätte

Daneben war Horchler eng mit dem Hamburger SV verbunden. Mit 14 Jahren wurde er Vereinsmitglied, bis 1956 spielte er aktiv Fußball in der Jugendmannschaft, unter anderem neben Gerd Krug, Uwe Seeler, Klaus Stürmer und Jürgen Werner. Während der Präsidentschaft Uwe Seelers wurde Horchler 1996 in den Aufsichtsrat des HSV berufen und gehörte diesem bis 2004 an, weitere sechs Jahre bekleidete er anschließend das Amt des Vorsitzenden des Seniorenrats.
Dieter Horchler verstarb nach kurzer schwerer Krankheit 2 ½ Wochen nach Vollendung seines 81. Lebensjahres.  Seine letzte Ruhestätte fand er auf dem Alten Niendorfer Friedhof.

## Auszeichnungen
- Handwerkszeichen in Gold des Zentralverbands des Deutschen Handwerks
- Verdienstmedaille aus Gold der Handwerkskammer Hamburg (1999)
- Ernennung zum Ehrenmeister des Hamburger Handwerks durch die Handwerkskammer Hamburg
- Bundesverdienstkreuz